# Volleyball Club Bitterfeld-Wolfen 2023-2024
Questa voce raccoglie le informazioni riguardanti il Volleyball Club Bitterfeld-Wolfen nelle competizioni ufficiali della stagione 2023-2024.

## Stagione
Il Volleyball Club Bitterfeld-Wolfen partecipa alla stagione 2023-24 senza alcuna denominazione sponsorizzata.
Partecipa alla 1. Bundesliga classificandosi al settimo posto in regular season: partecipa quindi ai play-off scudetto, dove viene eliminato ai quarti di finale dal Lüneburg. Nelle altre competizioni domestiche si classifica ai quarti di finale in Coppa di Germania e ottiene un sesto Coppa di Lega.

## Organigramma societario
Area direttiva
- Presidente: Michael Eisel

Area tecnica
- Allenatore: Alessandro Lodi (fino a gennaio), Lukas Thielemann (da gennaio)
- Allenatore in seconda: Mirko Rosa
- Scoutman: Sven Simon, Stefan Knetsch, Ulrike Schemel

Area sanitaria
- Medico: Kay Brehme
- Fisioterapista: Sandra Albrecht

## Rosa
| N° | Nome             | Ruolo | Data di nascita   | Nazionalità sportiva |
| -- | ---------------- | ----- | ----------------- | -------------------- |
| 1  | Michael Haßmann  | L     | 9 marzo 1992      | Germania             |
| 3  | Luke Visgitis    | C     | 31 luglio 1998    | Stati Uniti          |
| 4  | Eric Visgitis    | C     | 31 luglio 1998    | Stati Uniti          |
| 5  | Matúš Jalovecký  | P     | 18 marzo 1997     | Slovacchia           |
| 6  | Julian Hoyer     | S     | 18 settembre 2001 | Germania             |
| 7  | Tim Köpfli       | S     | 14 maggio 1996    | Svizzera             |
| 8  | Logan House      | O     | 6 ottobre 1999    | Canada               |
| 10 | Marco Frohberg   | O     | 10 giugno 2001    | Germania             |
| 11 | Sebastian Rösler | C     | 2 novembre 2001   | Germania             |
| 13 | Benedikt Gerken  | P     | 4 febbraio 2001   | Germania             |
| 14 | Peer Lindemann   | C     | 19 novembre 2001  | Germania             |
| 15 | Alexander Decker | S     | 15 giugno 1998    | Germania             |
| 16 | Ben-Simon Bonin  | S     | 3 gennaio 2003    | Germania             |
| 17 | Marius Eckardt   | L     | 2 settembre 2003  | Germania             |

## Mercato
| Acquisti | Acquisti         | Acquisti        | Acquisti   |
| R.       | Nome             | da              | Modalità   |
| -------- | ---------------- | --------------- | ---------- |
| S        | Ben-Simon Bonin  | Friedrichshafen | definitivo |
| L        | Marius Eckardt   | Netzhoppers     | definitivo |
| O        | Logan House      | Amstetten       | definitivo |
| P        | Matúš Jalovecký  | VKP Bratislava  | definitivo |
| S        | Tim Köpfli       | Cuneo           | definitivo |
| C        | Sebastian Rösler | Unterhaching    | definitivo |
| C        | Luke Visgitis    | Viana           | definitivo |

| Cessioni                               | Cessioni         | Cessioni          | Cessioni   |
| R.                                     | Nome             | a                 | Modalità   |
| -------------------------------------- | ---------------- | ----------------- | ---------- |
| S                                      | Lorenz Deutloff  | L.E. Volleys      | definitivo |
| S                                      | Eyk Mischke      | Mitteldeutschland | definitivo |
| C                                      | Onno Möller      | Giesen            | definitivo |
| P                                      | Anton Napolitano | -                 | ritirato   |
| S                                      | Lukas Pockrandt  | Dessau            | definitivo |
| S                                      | Mirko Rosa       | -                 | ritirato   |
| Trasferimenti nel corso della stagione |                  |                   |            |
| S                                      | Ben-Simon Bonin  | Friedrichshafen   | definitivo |

## Risultati

### 1. Bundesliga

#### Girone di andata
| 1ª giornata - 28 ottobre 2023 Georg-Scherer-Halle, Dachau                 | Dachau            | 2 - 3 | Bitterfeld-Wolfen | 25-16, 25-23, 18-25, 19-25, 12-15 |
| 2ª giornata - 31 ottobre 2023 Bernsteinhalle Friedersdorf, Muldestausee   | Bitterfeld-Wolfen | 3 - 0 | Freiburger        | 25-22, 25-18, 25-22               |
| 3ª giornata - 7 novembre 2023 Lina-Radke-Halle, Karlsruhe                 | Karlsruhe         | 2 - 3 | Bitterfeld-Wolfen | 23-25, 25-19, 27-25, 22-25, 12-15 |
| 4ª giornata - 12 novembre 2023 Bernsteinhalle Friedersdorf, Muldestausee  | Bitterfeld-Wolfen | 0 - 3 | Lüneburg          | 15-25, 26-28, 19-25               |
| 5ª giornata - 15 novembre 2023 Max-Schmeling-Halle, Berlino               | Charlottenburg    | 3 - 0 | Bitterfeld-Wolfen | 25-12, 25-22, 25-13               |
| 6ª giornata - 4 febbraio 2024 Bernsteinhalle Friedersdorf, Muldestausee   | Bitterfeld-Wolfen | 1 - 3 | Giesen            | 13-25, 22-25, 26-24, 20-25        |
| 7ª giornata - 1º dicembre 2023 Paul-Dinter-Halle, Königs Wusterhausen     | Netzhoppers       | 1 - 3 | Bitterfeld-Wolfen | 13-25, 17-25, 25-22, 23-25        |
| 8ª giornata - 10 dicembre 2023 Bernsteinhalle Friedersdorf, Muldestausee  | Bitterfeld-Wolfen | 0 - 3 | Herrsching        | 21-25, 17-25, 23-25               |
| 9ª giornata - 16 dicembre 2023 Spacetech Arena, Friedrichshafen           | Friedrichshafen   | 3 - 0 | Bitterfeld-Wolfen | 25-23, 25-14, 25-23               |
| 10ª giornata - 27 dicembre 2023 Arena Kreis, Düren                        | Dürener           | 3 - 0 | Bitterfeld-Wolfen | 25-16, 25-21, 25-19               |
| 11ª giornata - 30 dicembre 2023 Bernsteinhalle Friedersdorf, Muldestausee | Bitterfeld-Wolfen | 3 - 1 | Unterhaching      | 25-21, 22-25, 25-20, 25-21        |

#### Girone di ritorno
| 12ª giornata - 2 gennaio 2024 Bernsteinhalle Friedersdorf, Muldestausee   | Bitterfeld-Wolfen | 3 - 0 | Dachau            | 25-22, 25-20, 25-21               |
| 13ª giornata - 7 gennaio 2024 Act-Now-Halle, Friburgo in Brisgovia        | Freiburger        | 1 - 3 | Bitterfeld-Wolfen | 22-25, 25-21, 22-25, 17-25        |
| 14ª giornata - 2 marzo 2024 Bernsteinhalle Friedersdorf, Muldestausee     | Bitterfeld-Wolfen | 3 - 2 | Karlsruhe         | 21-25, 26-24, 26-24, 22-25, 15-13 |
| 15ª giornata - 20 gennaio 2024 LKH Arena, Luneburgo                       | Lüneburg          | 3 - 0 | Bitterfeld-Wolfen | 25-21, 25-22, 25-21               |
| 16ª giornata - 26 gennaio 2024 Bernsteinhalle Friedersdorf, Muldestausee  | Bitterfeld-Wolfen | 0 - 3 | Charlottenburg    | 22-25, 17-25, 19-25               |
| 17ª giornata - 25 novembre 2023 Volksbank-Arena, Giesen                   | Giesen            | 3 - 1 | Bitterfeld-Wolfen | 25-9, 25-16, 26-28, 25-22         |
| 18ª giornata - 11 febbraio 2024 Bernsteinhalle Friedersdorf, Muldestausee | Bitterfeld-Wolfen | 3 - 0 | Netzhoppers       | 25-13, 25-23, 25-22               |
| 19ª giornata - 14 febbraio 2024 Nikolaushalle, Herrsching am Ammersee     | Herrsching        | 3 - 1 | Bitterfeld-Wolfen | 19-25, 25-13, 25-20, 25-15        |
| 20ª giornata - 17 febbraio 2024 Bernsteinhalle Friedersdorf, Muldestausee | Bitterfeld-Wolfen | 1 - 3 | Friedrichshafen   | 22-25, 25-22, 12-25, 21-25        |
| 21ª giornata - 25 febbraio 2024 Bernsteinhalle Friedersdorf, Muldestausee | Bitterfeld-Wolfen | 0 - 3 | Dürener           | 20-25, 21-25, 27-29               |
| 22ª giornata - 9 marzo 2024 Geothermie Arena, Unterhaching                | Unterhaching      | 0 - 3 | Bitterfeld-Wolfen | 21-25, 23-25, 18-25               |

#### Play-off scudetto
| Quarti di finale (gara 1) - 22 marzo 2024 Volksbank-Arena, Giesen                   | Giesen            | 3 - 0 | Bitterfeld-Wolfen | 25-20, 25-14, 25-16 |
| Quarti di finale (gara 2) - 16 marzo 2024 Bernsteinhalle Friedersdorf, Muldestausee | Bitterfeld-Wolfen | 0 - 3 | Giesen            | 18-25, 14-25, 15-25 |

### Coppa di Germania
| Ottavi di finale - 4 novembre 2023 Sporthalle der FOS-BOS, Unterschleißheim | Dachau   | 1 - 3 | Bitterfeld-Wolfen | 15-25, 25-18, 24-26, 22-25 |
| Quarti di finale - 18 novembre 2023 LKH Arena, Luneburgo                    | Lüneburg | 3 - 1 | Bitterfeld-Wolfen | 25-12, 22-25, 25-12, 25-17 |

### Coppa di Lega
| Ottavi di finale - 20 ottobre 2023 Sport- und Mehrzweckhalle, Giesen | Netzhoppers       | 0 - 2 | Bitterfeld-Wolfen | 17-25, 21-25                      |
| Quarti di finale - 20 ottobre 2023 Sport- und Mehrzweckhalle, Giesen | Friedrichshafen   | 3 - 1 | Bitterfeld-Wolfen | 25-20, 25-17, 24-26, 25-13        |
| Semifinali - 21 ottobre 2023 Sport- und Mehrzweckhalle, Giesen       | Freiburger        | 0 - 3 | Bitterfeld-Wolfen | 19-25, 18-25, 21-25               |
| Finale 5º posto - 22 ottobre 2023 Volksbank-Arena, Hildesheim        | Bitterfeld-Wolfen | 2 - 3 | Karlsruhe         | 25-17, 22-25, 26-24, 22-25, 14-16 |

## Statistiche

### Statistiche di squadra
| Competizione      | Punti | In casa | In casa | In casa | In trasferta | In trasferta | In trasferta | Totale | Totale | Totale |
| Competizione      | Punti | G       | V       | P       | G            | V            | P            | G      | V      | P      |
| ----------------- | ----- | ------- | ------- | ------- | ------------ | ------------ | ------------ | ------ | ------ | ------ |
| 1. Bundesliga     | 27    | 12      | 5       | 7       | 12           | 5            | 7            | 24     | 10     | 14     |
| Coppa di Germania | -     | 0       | 0       | 0       | 2            | 1            | 1            | 2      | 1      | 1      |
| Coppa di Lega     | -     | -       | -       | -       | -            | -            | -            | 4      | 2      | 2      |
| Totale            | -     | 12      | 5       | 7       | 14           | 6            | 8            | 30     | 13     | 17     |

G = partite giocate; V = partite vinte; P = partite perse

### Statistiche dei giocatori
| Giocatore    | 1. Bundesliga | 1. Bundesliga | 1. Bundesliga | 1. Bundesliga | 1. Bundesliga | Coppa di Germania | Coppa di Germania | Coppa di Germania | Coppa di Germania | Coppa di Germania | Coppa di Lega | Coppa di Lega | Coppa di Lega | Coppa di Lega | Coppa di Lega | Totale | Totale | Totale | Totale | Totale |
| Giocatore    | P             | PT            | AV            | MV            | BV            | P                 | PT                | AV                | MV                | BV                | P             | PT            | AV            | MV            | BV            | P      | PT     | AV     | MV     | BV     |
| ------------ | ------------- | ------------- | ------------- | ------------- | ------------- | ----------------- | ----------------- | ----------------- | ----------------- | ----------------- | ------------- | ------------- | ------------- | ------------- | ------------- | ------ | ------ | ------ | ------ | ------ |
| B. Bonin     | 14            | 149           | 126           | 16            | 7             | 2                 | 22                | 19                | 3                 | 0                 | 4             | 25            | 20            | 3             | 2             | 20     | 196    | 165    | 22     | 9      |
| A. Decker    | 10            | 17            | 16            | 1             | 0             | 1                 | 1                 | 1                 | 0                 | 0                 | 0             | 0             | 0             | 0             | 0             | 11     | 18     | 17     | 1      | 0      |
| M. Eckardt   | 12            | 2             | 0             | 1             | 1             | 0                 | 0                 | 0                 | 0                 | 0                 | 1             | 0             | 0             | 0             | 0             | 13     | 2      | 0      | 1      | 1      |
| M. Frohberg  | 22            | 183           | 159           | 10            | 14            | 2                 | 6                 | 5                 | 0                 | 1                 | 4             | 19            | 17            | 1             | 1             | 28     | 208    | 181    | 11     | 16     |
| B. Gerken    | 24            | 16            | 3             | 3             | 10            | 2                 | 1                 | 0                 | 0                 | 1                 | 4             | 2             | 0             | 0             | 2             | 30     | 19     | 3      | 3      | 13     |
| M. Haßmann   | 20            | 0             | 0             | 0             | 0             | 0                 | 0                 | 0                 | 0                 | 0                 | 3             | 0             | 0             | 0             | 0             | 23     | 0      | 0      | 0      | 0      |
| L. House     | 23            | 356           | 310           | 19            | 27            | 2                 | 33                | 28                | 2                 | 3                 | 4             | 60            | 44            | 10            | 6             | 29     | 449    | 382    | 31     | 36     |
| J. Hoyer     | 21            | 153           | 125           | 8             | 20            | 2                 | 18                | 14                | 1                 | 3                 | 4             | 22            | 17            | 0             | 5             | 27     | 193    | 156    | 9      | 28     |
| M. Jalovecký | 23            | 20            | 5             | 6             | 9             | 2                 | 5                 | 1                 | 3                 | 1                 | 4             | 7             | 3             | 3             | 1             | 29     | 32     | 9      | 12     | 11     |
| T. Köpfli    | 11            | 23            | 15            | 5             | 3             | 1                 | 0                 | 0                 | 0                 | 0                 | 2             | 14            | 12            | 1             | 1             | 14     | 37     | 27     | 6      | 4      |
| P. Lindemann | 6             | 4             | 3             | 1             | 0             | 0                 | 0                 | 0                 | 0                 | 0                 | 0             | 0             | 0             | 0             | 0             | 6      | 4      | 3      | 1      | 0      |
| S. Rösler    | 23            | 163           | 97            | 37            | 29            | 2                 | 12                | 5                 | 2                 | 5                 | 4             | 25            | 18            | 3             | 4             | 29     | 200    | 120    | 42     | 38     |
| E. Visgitis  | 21            | 93            | 72            | 17            | 4             | 2                 | 14                | 10                | 3                 | 1                 | 3             | 22            | 14            | 3             | 5             | 26     | 129    | 96     | 23     | 10     |
| L. Visgitis  | 11            | 47            | 38            | 6             | 3             | 0                 | 0                 | 0                 | 0                 | 0                 | 2             | 12            | 9             | 2             | 1             | 13     | 59     | 47     | 8      | 4      |

P = presenze; PT = punti totali; AV = attacchi vincenti; MV = muri vincenti; BV = battute vincenti